# 210 Dywizja Terytorialna Ha-Baszan
210 Dywizja Terytorialna Ha-Baszan (hebr. אוגדת מרחבית הבשן, Ugdat Merchawit Ha-Baszan) – dywizja terytorialna Sił Obronnych Izraela, podlegająca pod Dowództwo Północne. 
Do 2014 funkcjonowała jako 366 Dywizja Pancerna.

## Zadania
Wybuch wojny domowej w Syrii doprowadził do zaangażowania się w konflikt różnych sił, w tym Hezbollahu. Konflikt odznaczał się dużą dynamiką. Na pograniczu izraelsko-syryjskim dochodziło do ostrzału stanowisk armii izraelskiej. Ponadto Dowództwo Północne było zaniepokojone tym, iż syryjskie wsie i miasteczka przy granicy stały się obiektem zainteresowania różnych grup zbrojnych. Uznano, że dalsze działania mogą być wymierzone również w Izrael. Wobec tego ówczesny szef Sztabu Generalnego SOI Beni Ganc postanowił przemianować 366 Dywizję Pancerną na 210 Dywizję Terytorialną, której zadaniem będzie ochrona granicy z Syrią, zabezpieczenie Wzgórz Golan oraz zapobieganie atakom terrorystycznym w tym rejonie.